# Svay Chreah
Svay Chreah es una comuna (khum) del distrito de Snuol, en la provincia de Kratié, Camboya. En marzo de 2008 tenía una población estimada de 9354 habitantes.
Se encuentra ubicada al este del país, cerca de la orilla del río Mekong y de la frontera con Vietnam.